# Sei Nazioni 2018
Il Sei Nazioni 2018 (in inglese 2018 Six Nations Championship; in francese Tournoi des Six Nations 2018; in gallese Pencampwriaeth y Chwe Gwlad 2018) fu la 19ª edizione del torneo annuale di rugby a 15 tra le squadre nazionali di Francia, Galles, Inghilterra, Irlanda, Italia e Scozia, nonché la 124ª in assoluto considerando anche le edizioni dell'Home Nations Championship e del Cinque Nazioni.
Noto per motivi di sponsorizzazione come 2018 NatWest Six Nations Championship a seguito di accordo di partnership commerciale con la National Westminster Bank, si tenne dal 3 febbraio al 17 marzo 2018.
Si trattò di un accordo-ponte di un solo anno perché Royal Bank of Scotland, name sponsor nelle quindici precedenti stagioni, onde concedere al comitato esecutivo del torneo il tempo necessario per trovare un nuovo partner commerciale, acconsentì che NatWest, banca inglese facente parte del proprio gruppo, prestasse il proprio nome per tale edizione di torneo.
Il torneo fu vinto dall'Irlanda, al suo ventiduesimo titolo complessivo, che si aggiudicò per la terza volta nella storia del torneo (la seconda nell'epoca-Sei Nazioni) il Grande Slam, affermandosi proprio nell'ultimo incontro a Twickenham sui campioni uscenti dell'Inghilterra.
Il valore delle marcature, come stabilito da World Rugby nel 2017, è: 5 punti per ciascuna meta (7 se trasformata), 7 punti per la meta tecnica, 3 punti per la realizzazione di ciascun calcio piazzato, idem per il drop.

## Avvenimenti
Per la prima volta nella storia del torneo la federazione francese dispose una sede diversa dall'area di Parigi per una sua gara: si trattò di quella della terza giornata contro l'Italia, per la quale fu autorizzato il trasferimento al Vélodrome di Marsiglia; detta gara, disputatasi il 23 febbraio 2018 alle 21 ora dell'Europa Centrale, fu anche la prima giocata di venerdì e in notturna dall'Italia nel torneo.
Il torneo 2018 vide anche l'inaugurazione di un nuovo premio messo in palio tra le squadre nazionali di Francia e Scozia, l'Auld Alliance Trophy, istituito per onorare la memoria dei rugbisti di ambo le nazioni caduti in guerra; la prima compagine ad aggiudicarselo fu quella scozzese, che vinse il proprio incontro a Murrayfield.
Nonostante la chiusura a zero vittorie, l'Italia riuscì a ottenere, pur battuta nell'ultimo incontro, il suo primo punto nel torneo dall'introduzione, l'anno precedente, del sistema dell'Emisfero Sud che prevede i bonus per le mete marcate e le sconfitte con sette punti o meno di scarto: nella partita di chiusura del torneo a Roma perse contro la Scozia 27-29.
Avendo conquistato il Grande Slam, l'Irlanda ricevette tre punti supplementari in classifica utili a garantire che la squadra vincitrice di tutti gli incontri sia anche quella che si aggiudica il torneo, nonostante esso fosse stato matematicamente vinto nella penultima gara stante la sconfitta dell'Inghilterra in Francia.

## Nazionali partecipanti e sedi
| Squadra     | Città                 | Impianto interno          |
| ----------- | --------------------- | ------------------------- |
| Francia     | Marsiglia Saint-Denis | Vélodrome Stade de France |
| Galles      | Cardiff               | Millennium Stadium        |
| Inghilterra | Londra                | Twickenham                |
| Irlanda     | Dublino               | Aviva Stadium             |
| Italia      | Roma                  | Stadio Olimpico           |
| Scozia      | Edimburgo             | Murrayfield               |

## Risultati

### 1ª giornata
| Arbitro: | Pascal Gaüzère |

|                                              |      |             |
| G. Davies 5’ Halfpenny 11’, 60’ S. Evans 72’ | mt   | 78’ Horne   |
| Halfpenny 5’, 11’, 60’, 72’                  | tr   | 78’ Russell |
| Halfpenny 43’, 48’                           | c.p. |             |

| Arbitro: | Nigel Owens |

|                    |      |                          |
| Thomas 71’         | mt   |                          |
| Belleau 71’        | tr   |                          |
| Machenaud 35’, 53’ | c.p. | 2’, 21’, 38’, 46’ Sexton |
|                    | drop | 80+2’ Sexton             |

| Arbitro: | Mathieu Raynal |

|                           |      |                                                                     |
| Benvenuti 19’ Bellini 57’ | mt   | 2’, 10’ Watson 25’ O. Farrell 51’, 74’ Simmonds 67’ Ford 76’ Nowell |
| Allan 19’                 | tr   | 25’, 51’, 67’, 74’ O. Farrell                                       |
| Allan 38’                 | c.p. | 46’ O. Farrell                                                      |

### 2ª giornata
| Arbitro: | Romain Poite |

|                                                                              |    |                                |
| Henshaw 12’, 45’ Murray 14’ Aki 22’ Earls 36’ R. Best 55’ Stockdale 60’, 70’ | mt | 56’ Allan 66’ Gori 76’ Minozzi |
| Sexton 12’, 14’, 22’, 36’, 45’ Carbery 55’, 60’, 70’                         | tr | 56’, 66’ Allan                 |

| Arbitro: | Jérôme Garcès |

|                |      |                           |
| J. May 5’, 20’ | mt   |                           |
| O. Farrell 20’ | tr   |                           |
|                | c.p. | 24’ Patchell 76’ Anscombe |

| Arbitro: | John Lacey |

|                                             |      |                                     |
| Maitland 13’ H. Jones 32’                   | mt   | 5’, 27’ Thomas                      |
| Laidlaw 13’, 32’                            | tr   | 5’, 27’ Machenaud                   |
| Laidlaw 44’, 49’, 65’, 71’, 77’ Russell 61’ | c.p. | 10’, 40+2’ Machenaud 47’, 58’ Serin |

### 3ª giornata
| Arbitro: | Wayne Barnes |

|                                                   |      |                         |
| P. Gabrillagues 6’ H. Bonneval 60’ Bastareaud 73’ | mt   | 12’ tecnica 79’ Minozzi |
| Machenaud 60’ Trinh-Duc 73’                       | tr   | 79’ Canna               |
| Machenaud 29’, 40’, 45’, 65’, 71’                 | c.p. | 51’ Allan               |

| Arbitro: | Glen Jackson |

|                                               |      |                                      |
| Stockdale 6’, 80’ Aki 40’ Leavy 44’ Healy 53’ | mt   | 20’ G. Davies 61’ Shingler 76’ Evans |
| Sexton 40’, 44’ Carbery 80’                   | tr   | 21’, 63’, 77’ Halfpenny              |
| Sexton 35’ C. Murray 75’                      | c.p. | 2’, 30’ Halfpenny                    |

| Arbitro: | Nigel Owens |

|                                |      |                     |
| H. Jones 14’, 37’ Maitland 30’ | mt   | 43’ O. Farrell      |
| Laidlaw 15’, 38’               | tr   | 43’ O. Farrell      |
| Laidlaw 2’ Russell 66’         | c.p. | 13’, 17’ O. Farrell |

### 4ª giornata
| Arbitro: | Wayne Barnes |

|                                               |      |              |
| Stockdale 22’, 40+2’ C. Murray 46’ Cronin 69’ | mt   | 52’ Kinghorn |
| Sexton 22’, 40+2’, 46’, 69’                   | tr   |              |
|                                               | c.p. | 13’ Laidlaw  |

| Arbitro: | Jaco Peyper |

|                                                 |      |                             |
| tecnica 49’                                     | mt   | 74’ May                     |
|                                                 | tr   | 75’ O. Farrell              |
| Machenaud 25’, 33’, 37’, 63’ Lionel Beauxis 78’ | c.p. | 4’, 29’ O. Farrell 21’ Daly |

| Arbitro: | Jérôme Garcès |

|                                              |      |                        |
| Parkes 3’ North 5’, 65’ Hill 42’ Tipuric 70’ | mt   | 9’ Minozzi 75’ Bellini |
| Anscombe 3’, 5’, 42’ Halfpenny 65’, 70’      | tr   | 9’ Allan 75’ Canna     |
| Anscombe 36’                                 | c.p. |                        |

### 5ª giornata
| Arbitro: | Pascal Gaüzère |

|                            |      |                                             |
| Allan 14’, 45’ Minozzi 21’ | mt   | 10’ Brown 25’ Barclay 61’ Maitland 71’ Hogg |
| Allan 14’, 21’, 45’        | tr   | 26’, 62’, 72’ Laidlaw                       |
| Allan 7’, 76’              | c.p. | 79’ Laidlaw                                 |

| Arbitro: | Angus Gardner |

|                         |      |                                         |
| Daly 32’, 65’ May 80+2’ | mt   | 6’ Ringrose 24’ Stander 40+2’ Stockdale |
|                         | tr   | 7’, 24’ Sexton 40+2’ Carbery            |
|                         | c.p. | 60’ Murray                              |

| Arbitro: | Ben O'Keeffe |

|                         |      |               |
| L. Williams 4’          | mt   | 21’ Fickou    |
|                         | tr   | 22’ Machenaud |
| Halfpenny 10’, 16’, 32’ | c.p. | 49’ Machenaud |
|                         | drop | 4’ Trinh-Duc  |

## Classifica
| Pos | Squadra     | G | V | N | P | PF  | PS  | DP   | BMP | Pt |
| --- | ----------- | - | - | - | - | --- | --- | ---- | --- | -- |
| 1   | Irlanda     | 5 | 5 | 0 | 0 | 160 | 82  | +78  | 6   | 26 |
| 2   | Galles      | 5 | 3 | 0 | 2 | 119 | 83  | +36  | 3   | 15 |
| 3   | Scozia      | 5 | 3 | 0 | 2 | 101 | 128 | −27  | 1   | 13 |
| 4   | Francia     | 5 | 2 | 0 | 3 | 108 | 94  | +14  | 3   | 11 |
| 5   | Inghilterra | 5 | 2 | 0 | 3 | 102 | 92  | +10  | 2   | 10 |
| 6   | Italia      | 5 | 0 | 0 | 5 | 92  | 203 | −111 | 1   | 1  |